# Francisco J. Mújica, Huimanguillo
Francisco J. Mújica är en ort i Mexiko.   Den ligger i kommunen Huimanguillo och delstaten Tabasco, i den sydöstra delen av landet, 600 km öster om huvudstaden Mexico City. Francisco J. Mújica ligger 427 meter över havet och antalet invånare är 390.
Terrängen runt Francisco J. Mújica är huvudsakligen kuperad, men norrut är den platt. Runt Francisco J. Mújica är det ganska glesbefolkat, med 38 invånare per kvadratkilometer. Närmaste större samhälle är Rómulo Calzada, 10,6 km öster om Francisco J. Mújica. Trakten runt Francisco J. Mújica består till största delen av jordbruksmark.